# الاستيعاب القسري لشعب تالش في أذربيجان
تعرض شعب التاليش في أذربيجان السوفيتية لسياسة إدماج قسري. نُفذت هذه السياسة بالتعاون بين سلطات جمهورية أذربيجان السوفيتية الاشتراكية وعلماء الإثنوغرافيا السوفييت، الذين روجوا لروايات تدّعي "الإدماج الكامل والطوعي لشعب التاليش في الأذربيجانيين" في أذربيجان السوفيتية. وُضعت هذه الرواية لتبرير سياسة الإدماج التي انتهجتها قيادة جمهورية أذربيجان السوفيتية الاشتراكية تجاه شعب التاليش، ونُشرت عبر وسائل متنوعة، منها الموسوعات والخرائط والكتب المدرسية.
وفقًا لتعداد عام ١٩٣٩، بلغ عدد التاليش في جمهورية أذربيجان السوفيتية ٨٧٥١٠ نسمة؛ ما جعلهم خامس أكبر قومية في أذربيجان (بعد الأذربيجانيين والروس والأرمن والليزغين)، وإحدى أكبر الأقليات العرقية في الجمهورية. إلا أن تعداد عام ١٩٥٩ لم يسجل سوى ٨٥ تاليشًا في أذربيجان. وكان التفسير الرسمي الذي قدمته السلطات لـ"الاختفاء" شبه الكامل للتاليش في هذا التعداد هو أن "التاليش أعلنوا طواعيةً وجماعيًا أنهم أذربيجانيون" لجامعي التعداد وفي كتابها، تظهر كريستا جوف، بالاستعانة بالأدلة الوثائقية، أن مكتب الإحصاء المركزي في موسكو كان يخطط لإدراج فئة الجنسية التاليشية في تعداد عام 1959، ولكن هذه الفئة تم حذفها عند جمع وإعداد تقارير التعداد في أذربيجان نفسها.
وفقًا لغوف، استخدمت قيادة جمهورية أذربيجان السوفيتية بيانات التعداد السكاني في الإثنوغرافيا السوفيتية وأنشأت سردًا عن "الاندماج الطوعي والطبيعي تمامًا" لشعب التاليش. بعد ذلك، كان حجم كبير من المواد الإثنوغرافية واللغوية والتاريخية والجغرافية وغيرها من المواد يتطور ويعيد إنتاج السرديات التي صُممت، وفقًا لغوف، لتبرير "الانقراض" الوطني لشعب التاليش وتعزيز الأسطورة الرسمية عن "اندماجهم الطوعي". ووصف علماء الإثنوغرافيا السوفييت ما حدث لشعب التاليش، وأكدوا على سماتهم المشتركة في الثقافة والحياة مع الأذربيجانيين، وقدموا "اندماج" الأذربيجانيين الناطقين بالتركية لشعب التاليش الناطق بالإيرانية على أنه "إنجاز رائع" للدولة السوفيتية، و"اختراق تاريخي عرقي"؛ على سبيل المثال، بدأت الموسوعة السوفييتية الكبرى تقول إنه "في الاتحاد السوفييتي، اندمج التاليش تقريبًا مع الأذربيجانيين، الذين هم قريبون جدًا في الثقافة المادية والروحية، لذلك لم يتم فصلهم عنهم في تعداد عام 1970". وبحسب الباحثين فإن "تطهير" الرخس من التعداد السكاني، وكذلك بعض الشعوب الأخرى، كان أحد الطرق الرئيسية لزيادة أغلبية "اللقب" بين الأذربيجانيين في الجمهورية وتوحيدها.
فرضت سياسة الاستيعاب هذه ضغوطًا اجتماعية وسياسية واقتصادية هائلة على التاليش وحياتهم اليومية، مما دفعهم إلى "الاندماج" مع الأمة الأذربيجانية. على سبيل المثال، لا يُمكن تسجيل التاليش كممثلين للجنسية التاليشية في الوثائق الرسمية، ولا يُمكن للآباء تسجيل أطفالهم في المدارس التي تُدرّس باللغة التاليشية. قدّم بعض التاليش التماسات إلى السلطات لإعلان حقوقهم كطاليشيين في الوثائق الحكومية، لكن السلطات رفضت جميع هذه الالتماسات حتى عام ١٩٨٩. ولم يجد آخرون حلاً، فاعتمدوا الهوية الأذربيجانية لتجنب التمييز في حياتهم اليومية، على سبيل المثال عند التقدم للوظائف. وتستشهد كريستا جوف أيضًا بقصص من التاليش الذين أقرّوا بأنه بسبب وصمة العار المرتبطة بالجنسية، ونقص المدارس والكتب وغيرها من الموارد بين الأذربيجانيين التاليش، فضلوا الهوية الذاتية الأذربيجانية واللغة الأذربيجانية، حتى أنهم يخشون أن يتعرض أطفالهم للتمييز إذا تحدثوا اللغة الأذربيجانية التاليشية. كان ممثلو شعب التاليش غالبًا ما يحاكون هذه الروايات المحاكاة التي قيلت لهم ووجدوها في الموسوعات والمقالات والمواد المطبوعة الأخرى.
من عام ١٩٦٠ إلى عام ١٩٨٩، لم يُدرج التاليش في التعدادات السكانية كجماعة عرقية منفصلة، إذ اعتُبروا جزءًا من الأذربيجانيين (الأتراك الأذربيجانيين).
في عام ١٩٧٨، تقدم قسم من التاليش بشكوى جماعية إلى مكتب الإحصاء المركزي في موسكو وصحيفة برافدا، مُشيرين إلى رفض موظفي التعداد تسجيلهم كتاليش في التعداد السكاني المُقرر عام ١٩٧٩. وتلقوا ردًا من رئيس مكتب الإحصاء الاتحادي، إيسوبوف، يفيد بأن فئة جنسية التاليش لن تُدرج في التعداد، لأن إيسوبوف، مُشيرًا إلى التقرير الإثنوغرافي حول استيعاب التاليش، كتب أن التاليش أصبحوا الآن أذربيجانيين.